# Galle (krater księżycowy)
Galle – księżycowy krater uderzeniowy leżący na Mare Frigoris, na północny wschód od krateru Arystoteles. Jest prawie dokładnie okrągły i ma ostre krawędzie. Wpływy erozji są niewielkie. Istnieje kilka wgłębień w krawędź po stronie północnej i północno-zachodniej krateru, jednak ogólnie ma on symetryczny kształt.

## Satelickie kratery
| Kopernik | Szerokość | Długość | Średnica |
| -------- | --------- | ------- | -------- |
| A        | 53,9° N   | 22,3° E | 6 km     |
| B        | 55,4° N   | 17,4° E | 7 km     |
| C        | 57,8° N   | 24,5° E | 11 km    |